# Jiyan
Jiyan är skriven och regisserad av den kurdiska regissören Jano Rosebiani.
Filmen handlar om en kurd från Amerika som återvänder till södra Kurdistan efter Anfal-kampanjen (folkmordet i södra Kurdistan) utfört av Saddam Hussein.

## Awards
- Special Jury Award, New Director's Showcase, Seattle International Film Festival, 2002.
- Best Film Award, Man and his Environment, International Film Festival Festoria, Portugal, 2002.
- Popular Jury Award, Rights to Have Rights Film Festival, Italy, 2003.

## Skådespelare
- Kurdo Galali
- Pirshang Berzinji
- Choman Hawrami
- Enwer Shexani
- Derya Qadir
- Rubar Ehmed
- Niyaz Letif
- Tara Ebdilrehman
- Shehle Mihemed